# Ikonophobie
Dieser Artikel wurde in der Qualitätssicherung Religion eingetragen. Hilf mit, die inhaltlichen Mängel dieses Artikels zu beseitigen, und beteilige dich an der Diskussion.
Als Ikonophobie oder Bilderangst (von altgriechisch εἰκών eikṓn, deutsch ‚Bild‘, und φόβος phóbos, deutsch ‚Furcht‘) bezeichnet man die Furcht vor Bildern oder die Ablehnung von Bildnissen, insbesondere als Merkmal bestimmter Religionen. Die Bilderangst ist möglicherweise ein archaischer Grundzug menschlichen Erlebens. In den Wissenschaften der Antike und des Mittelalters wurden Bilder ebenfalls noch abgelehnt oder geringgeschätzt. Erst in der Neuzeit trugen die Wissenschaften zur Überwindung der Bilderangst in den modernen Gesellschaften bei.

## Mögliche Ursachen
Die Ursachen für diese Bilderangst sind noch nicht hinreichend erforscht. Angenommen wird beispielsweise ein Konflikt zwischen dem mythischen Gehalt des Bildes und dem rationalen Anteil dieser Strukturen, wie dies beispielsweise Horkheimer und Adorno in ihrer Dialektik der Aufklärung (1944) herausarbeiten; Ursache der Ikonophobie wäre demnach der archaische Konflikt zwischen Mythos und Logos. Der Mythos „stellt ein Bild von der Welt und umstellt die Welt mit Bildern“ (Bolz 1991), daraus ergibt sich die Notwendigkeit einer Austreibung des Mythos aus der Kultur zur Horizonterweiterung des Menschen. Aufklärung ist damit nichts anders als Tilgung des Bildcharakters von Bewusstsein, also ein Entbilderungsunternehmen. Diese Denkfigur taucht auch bei Nietzsche auf, der von einem apollinisch-dionysischen Spannungsverhältnis im Menschen ausging und die Abstraktheit des modernen Denkens erkannte.
Neuere Forschungen der Bildwissenschaft aus dem Kontext des Iconic turn beginnen erstmals, dieses Wechselverhältnis wertneutral zu analysieren.

## Ikonophobie in den Religionen
Die jüdische Religion gilt ausgewiesenermaßen als bilderfeindlich, d. h. ikonoklastisch; dieser Zug kommt bereits im Alten Testament in der Erzählung von Moses und Aron zum Ausdruck. Als Kern des Problems wird hier die Differenz von Wahrheit des Wortes und Schein des (Götzen-)Bildes (altgr. eídolon, lat. idolum) genannt.
Ähnliche bilderfeindliche Züge finden sich auch in der christlichen Religion. Ein Höhepunkt der Auseinandersetzung für und gegen bildliche Darstellungen des / der Heiligen war der Byzantinische Bilderstreit. Die Bildergegner argumentierten theologisch, insbesondere christologisch, wie folgt: Die Person Christi habe zwei Naturen, eine göttliche und eine menschliche, von denen das Konzil von Chalcedon lehrte, dass sie „ungetrennt“ (griechisch: ἀδιαιρέτως) und „unzerteilt“ (griechisch: ἀχωρίστως) seien. Die göttliche Natur lässt sich nicht umschreiben (griechisch: περιγράφειν), also auch nicht malen. Folglich könne ein Maler nur die menschliche Natur Christi darstellen. Insofern sei eine Christusikone „falsch“, gar häretisch, da in ihr die menschliche von der göttlichen Natur Christi getrennt werde.
Vorbehalte gegen bildliche Darstellungen gab es auch in der lateinischen Kirche, zumindest bis zum Bilderdekret des Tridentiner Konzils von 1563. Es gab und gibt sie auch in einigen der aus der Reformation hervorgegangenen Kirchen.
Der Islam ist ähnlich bilderfeindlich wie das Judentum. In Moscheen findet man abstrakte Fresken und kunstvolle arabische Schriftzüge, in der Regel jedoch keine konkreten Darstellungen von Gott, Menschen, Tieren oder Gegenständen. Eine bedeutende Ausnahme bildet allerdings die Malerei des 16. bis 18. Jahrhunderts im islamischen Mogulreich in Indien.

## Ikonophobie in den Wissenschaften

### Antike und Mittelalter
Die Bilderfurcht der Wissenschaften, die ihren Ursprung ja in der Philosophie der Antike haben, reicht zumindest bis Platon zurück, der in seiner Ideenlehre eine klare Unterscheidung zwischen den Dingen an sich (Urbild oder Idee, altgriechisch eidos), unserer äußeren Realität und deren Abbildern vornimmt. Bilder sind demnach nur Schatten von Schatten (altgriechisch skiá), verzerren also die Schau der Dinge an sich bis zur Unkenntlichkeit; Platon spricht im Liniengleichnis von „vagen Bildern“ (eikónes, skiaí und phantásmata), d. h. Vermutungen oder Ahnungen (eikasía) im strikten Gegensatz zur Vernunft (nóesis). Bei Platon manifestiert sich dabei auch die moralische Verbindung von Erkenntnis (epistéme) und dem Schönen und Wahren sowie dem Guten (agathón) und damit die moralische Abwertung der Bildhaftigkeit, d. h. des Trugs:
„Deshalb versteht Philosophie ihren Aufklärungsauftrag als Entbilderungsunternehmen: Begriffszusammenhänge treten an die Stelle von Bildwelten, die per se Trugbildwelten sind. So vollzieht sich das philosophische Projekt einer Entzauberung und Entauratisierung der Welt im Kampf der Begriffe mit Mythen und Metaphern“ (Bolz 1991).
In ungewöhnlicher Einmütigkeit mit Platon orientieren sich dann auch Aristoteles und die an ihn anschließenden Wissenschaftler bis ins Mittelalter an der Ablehnung der Bildlichkeit. Wissenschaftliche Abhandlungen bestehen in der Regel ausschließlich aus Text, der in den Skriptorien handschriftlich verfasst und gegebenenfalls illuminiert wird, jedoch keine inhaltsrelevanten visuellen Elemente enthält.

### Neuzeit
Auch die Wissenschaften der Moderne trennten sich nur bedingt von der Bilderfurcht. Bilder wurden überwiegend als illustrierendes Beiwerk einem Text beigegeben und erreichten nur selten eine Eigenständigkeit. Nach der Erfindung des Buchdrucks mit beweglichen Lettern im 15. Jahrhundert entwickelte sich in der Renaissance eine zunächst bilderlose Buchtradition, d. h. ein alphabetisches Monopol, das bis in die Moderne reicht (vgl. auch Marshall McLuhan, 1962: The Gutenberg Galaxy).
Ein Umdenken findet in den Naturwissenschaften beispielsweise bei Charles Darwin (Origin of Species) und Ernst Haeckel (Generelle Morphologie, 1866) statt; hier werden beschreibende Erläuterungen von Bild-Diagramme verwendet, die sich in reiner Schriftlichkeit kaum noch ausdrücken ließen.
Ein hoher Grad an Ikonophobie findet sich auch heute noch beispielsweise in der Jurisprudenz; dies untersucht Klaus F. Röhl im Projekt Visuelle Rechtskommunikation. Hier gilt noch immer: „Recht ist Text.“ Auch Fabian Steinhauer weist Bilderangst als Kennzeichen des modernen Rechtsstaats nach.

## Überwindung der Ikonophobie als geschichtlicher Prozess
Zahlreiche Indizien deuten auf einen fortwährenden Prozess der Überwindung der Ikonophobie in den Wissenschaften der westlichen Gesellschaften. Bisher sind hierzu drei entscheidende Einschnitte festzustellen:
- Mit der Entwicklung des altgriechischen Alphabets um 1000 v. Chr. setzt die Visualisierung von Sprache an. Noch Sokrates und Platon bekämpfen vehement die „Trennung des Wissenden vom Wissen“, können sich jedoch nicht durchsetzen. Dadurch wird die exakte Speicherung und Tradierung von Wissen über die Traditionen der Oralität hinweg möglich.

- In einem zweiten Entwicklungsschritt werden Makrokosmos und Mikrokosmos sichtbar durch die Erfindung von Teleskop (um 1611) und Mikroskop (um 1625). Diese Entwicklungen führen zu einem Paradigmenwechsel in der Wissenschaft: der kopernikanischen Wende und der Ablösung der Urzeugungstheorie durch die Präformationstheorie.

- In einem vorerst letzten Schritt wird es durch Entdeckung der Röntgenstrahlen möglich, das Unsichtbare sehbar zu machen (um 1895); hierbei wird erstmals etwas anderes als sichtbares Licht zur Visualisierung von Objekten genutzt; Röntgen- bzw. Computertomographie, Elektronen- und Ionenmikroskopie bilden dabei nur eine quantitative Verbesserung, jedoch keinen qualitativen Sprung mehr (Peter Rumpf).

Die Überwindung der tiefsitzenden Ikonophobie ist demnach ein Prozess, der sich über mehrere Jahrtausende hinzieht und in einer Emanzipation der Bildanwendung und -analyse (Flusser) münden könnte.